# BMW 3200 CS
Le coupé 3200 est produit par BMW entre janvier 1962 et septembre 1965. Il a été conçu par Bertone. Plus de cinq cents exemplaires ont été construits.
Le coupé 3200 était la dernière variation sur la plate-forme de l'après-guerre qui a commencé avec la BMW 501 introduite en 1951. Le style de la 3200 CS a influencé le coupé 2000 Nouvelle classe.

## Histoire
Ce modèle est le successeur tardif du coupé BMW 503 de la gamme "Barockengel". La 503 était basée sur la BMW 501/502, et la 3200 CS est aussi techniquement basée sur ces modèles, mais la carrosserie n’est pas en aluminium comme sur la 503, mais en tôle d’acier classique, et elle n’a pas été produite chez le carrossier Baur, mais par Bertone à Turin. Les carrosseries étaient ensuite transportées par train jusqu’à Munich et finies chez BMW.
La conception de la voiture est l’une des premières de Giugiaro, qui est embauché en 1959 par Bertone  (en apprentissage) et donne à la voiture une ligne de voiture de sport sobre à l’italienne avec des fenêtres panoramiques et des vitres latérales sans cadre, dans le même esprit que pour l'Alfa Romeo Giulia GT, qu'il dessine au même moment.
Deux prototypes étaient déjà construits en 1960, mais BMW traversait une grave crise de ventes à l’époque, et la décision de les construire n’a pas pu être prise car, malgré le prix élevé de près de 30 000 Deutsche Mark, les grosses voitures haut de gamme de BMW fabriquées à la main étaient considérés comme déficitaires. La 3200 CS était luxueusement équipée, étant notamment l’une des premières voitures allemandes avec des vitres électriques. Elle offrait un espace et un coffre généreux pour sa catégorie, mais elle fut à peine remarquée lors de sa présentation à l’IAA en 1961, puisque la "Neue Klasse" (BMW 1500) tant attendue et présentée au même moment attira l’attention de tous. Le marketing de BMW était également faible. Pendant toute sa période de production, elle n’a été soumise à aucun test par les principaux magazines spécialisés allemands, contrairement aux modèles concurrents de Mercedes ou même d’Alfa Romeo.
La BMW 3200 CS est la dernière BMW avec un châssis de construction traditionnelle sans carrosserie autoportante. La boîte de vitesses n'est plus directement fixée au moteur (comme dans les 501/502, 503 et 507), mais fixée de manière flexible au châssis à la hauteur des sièges avant et reliée au moteur par un court arbre à cardan. Les ceintures de sécurité ne sont pas de série. Avec des doubles triangles avant et des barres de torsion, le châssis est très complexe. Différents rapports d’essieu arrière pouvaient être commandés, mais pas de boîte de vitesses à 5 rapports. Contrairement au coupé Mercedes, il n’y a pas de direction assistée et les freins sont à disque uniquement sur les roues avant. Certains éléments stylistiques caractéristiques de la BMW 3200 CS, tels que le montant C avec le "pli Hofmeister" qui est encore typique des BMW d'aujourd’hui, ont été adoptés et poursuivis à plusieurs reprises par BMW, comme sur les coupés suivants, la BMW 2000 C/CS et la BMW E9 à moteur six cylindres.

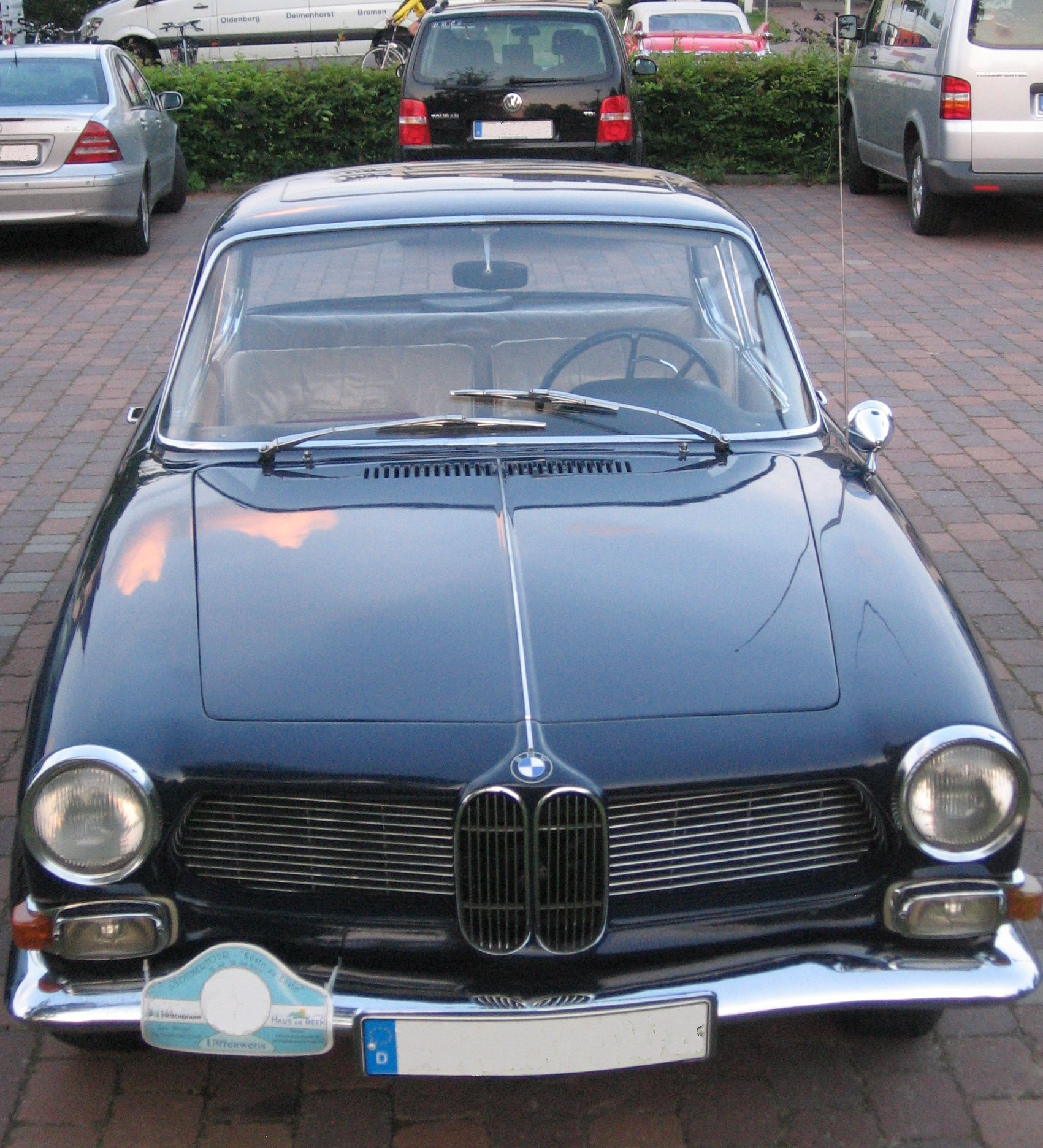
Vue de face.

Le moteur V8 de 3,2 litres en aluminium et à deux carburateurs délivre 160 ch et permet une vitesse de pointe de 200 km/h.
Jusqu’en 1965, environ 600 BMW 3200 CS ont été construites (certaines sources disent 532, d’autres 603). Parmi celles-ci, environ 1/3 devraient encore être en état de marche.
Un lifting a été effectué à partir de la voiture portant le numéro de châssis 76.176 : passage du tableau de bord en tôle à un tableau en bois, sièges en cuir de série, ventilateur à couplage visqueux et boîte de vitesses directement bridée sur le moteur sont les principaux changements.

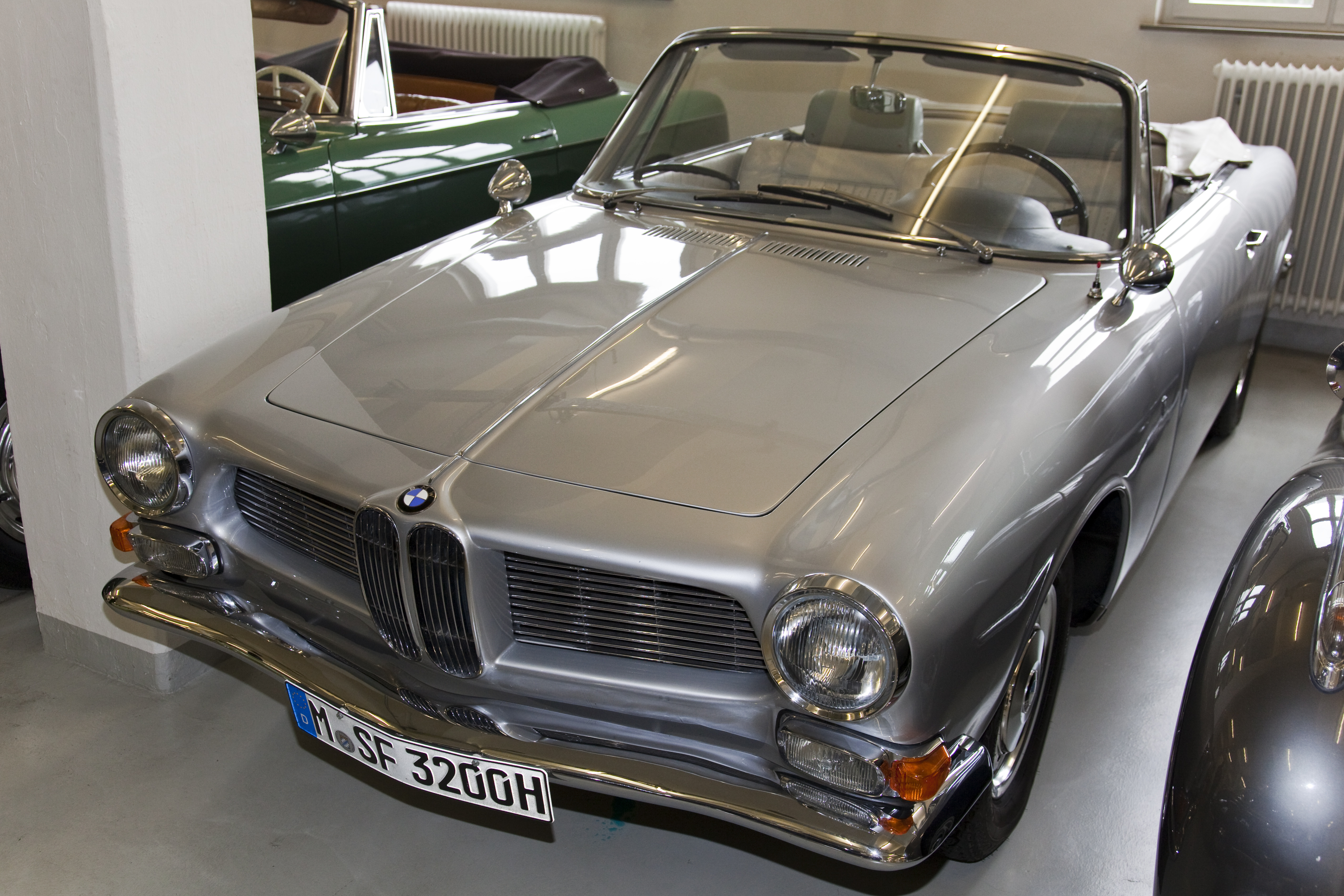
BMW 3200 CS cabriolet d’Herbert Quandt.

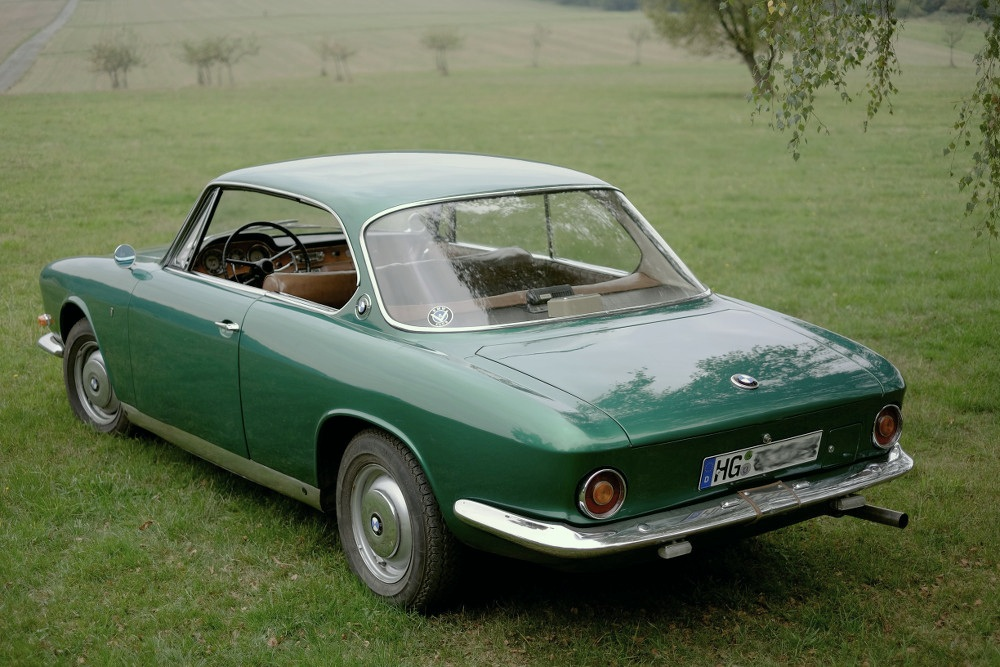
BMW 3200 CS, vue arrière.

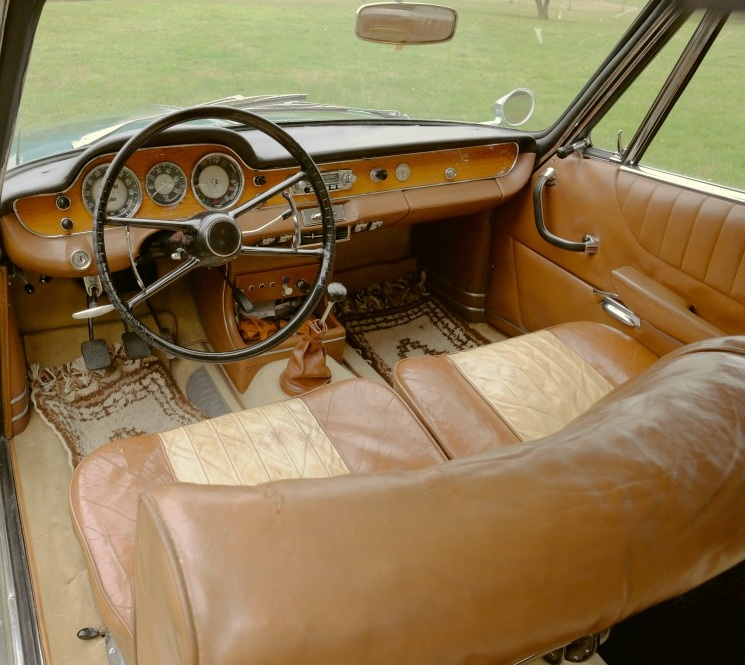
Espace intérieur.

Un cabriolet a été construit en un seul exemplaire pour le principal actionnaire de BMW, Herbert Quandt, en remerciement de son implication financière et personnelle dans la restructuration de BMW au début des années 1960.
Afin de ne pas concurrencer la BMW Série 02, qui est alors proposée aux côtés des modèles à quatre portes à partir de 1966, BMW arrête la production du coupé à moteur V8 en 1965. Cela met fin, pour plusieurs années, à l’ère des véhicules de luxe de BMW. Après le rachat de la société Glas de Dingolfing fin 1966, la Glas V8 continue d’être construite avec le moteur V8 de BMW, avec de légères modifications, jusqu’en 1968.
BMW ne développera plus de coupé à moteur huit cylindres jusqu'en 1993, avec la sortie de la BMW Série 8 au mois de juillet.